# Dipartimento di Keita
Il dipartimento di Keita è un dipartimento del Niger facente parte della regione di Tahoua. Il capoluogo è Keita.

## Geografia antropica
Il dipartimento di Keita è suddiviso in 4 comuni:

### Comuni urbani
- Keita

### Comuni rurali
- Garhanga
- Ibohamane
- Tamaske